# Chelonus tettensis
Chelonus tettensis är en stekelart som beskrevs av Gerstaecker 1858. Chelonus tettensis ingår i släktet Chelonus och familjen bracksteklar. Inga underarter finns listade i Catalogue of Life.